# Regata Bodas de Oro de Kaiku
La regata Bodas de Oro de Kaiku fue una competición que se celebró el 7 de octubre de 1973 con motivo de la celebración del 50 aniversario de la fundación de la Sociedad Deportiva de Remo Kaiku.

## Historia
Durante ese día tuvieron lugar varios actos. Por la mañana las doce tripulaciones invitadas asistieron a la misa que se celebró en Nuestra Señora del Carmen de Sestao y después se celebró la regata bajo el puente colgante de Portugalete. Para terminar se realizó una comida de hermandad en el frontón.

## Resultado
| Posición | Nombre         | Tiempo    |
| 1º       | Orio           | 20:37 2/5 |
| 2º       | Lasarte        | 20:57 1/5 |
| 3º       | Santander      | 20:57 2/5 |
| 4º       | Pedreña        | 21:14 2/5 |
| 5º       | Hondarribia    | 21:16 2/5 |
| 6º       | Orio B         | 21:28 2/5 |
| 7º       | Arraun Lagunak | 21:31 4/5 |
| 8º       | Astillero      | 21:34 2/5 |
| 9º       | Hernani        | 21:36 4/5 |
| 10º      | Kaiku          | 21:40 2/5 |
| 11º      | Portugalete    | 22:11 2/5 |

- Datos: Q5637675